# Reciproque inhibitie

Door reciproque inhibitie worden de biceps en de antagonerende triceps niet tegelijkertijd aangespannen.

Reciproque inhibitie, ofwel wederzijdse remming, is het mechanisme dat ervoor zorgt dat een spier aan de ene kant van een gewricht ontspant als de spier aan de andere kant van het gewricht, haar zogenaamde antagonist, aanspant. Zo wordt geregeld dat buig- en strekspieren harmonieus samenwerken en wordt voorkomen dat spieren elkaar tegenwerken, of zelfs zouden kunnen beschadigen.
Dit gebeurt doordat zenuwbanen in het ruggenmerg elkaars activiteit afremmen: elke zenuwbaan die naar een spier toe loopt, heeft een aftakking naar een inhiberende (remmende) zenuw, die op zijn beurt de antagonistische spier innerveert: de spier aan de andere kant spant niet tegelijkertijd op.

## Geschiedenis
De term 'reciproque inhibitie' werd in 1906 ingevoerd door de Britse neurofysioloog Charles Scott Sherrington, een Nobelprijswinnaar (in 1932).